# Confederazione Democratica dei Lavoratori Sammarinesi
La Confederazione Democratica dei Lavoratori Sammarinesi (CDLS) è una delle confederazioni sindacali di San Marino.
Il sindacato è stato fondato il 12 novembre 1957 in seguito a una scissione da parte delle componenti cattoliche della Confederazione Sammarinese del Lavoro. Il primo congresso si tenne nel 1960.
La CDLS aderisce alla Confederazione Europea dei Sindacati e alla Confederazione Internazionale dei Sindacati Liberi.

## Federazioni
Il sindacato è organizzato in quattro Federazioni:
- Federazione dei Lavoratori dell'Industria e Artigianato (FLIA)
- Federazione Pubblico Impiego (FPI)
- Federazione Lavoratori delle Costruzioni e dei Servizi (FCS)
- Federazione Nazionale Pensionati Sammarinesi (FNPS)

## Segretari
- Marino Bugli (1960-1969)
- Giancarlo Ghironzi (1969-1971)
- Antonio Zanotti (1971-1972)
- Giovanni Giardi (1972-1984)
- Antonio Macina (1984-1987)
- Rita Ghironzi (1987-1991)
- Marco Beccari (1991-2010)
- Marco Tura (2010-2016)
- Riccardo Stefanelli (2016-2018)
- Gianluca Montanari (2018-2024)
- Milena Frulli (dal 2024)